# Metazygia redfordi
Metazygia redfordi là một loài nhện trong họ Araneidae.
Loài này thuộc chi Metazygia. Metazygia redfordi được Herbert Walter Levi miêu tả năm 1995.